# Chi Chi DeVayne
Zavion Michael Davenport (24 september, 1985 – 20 augustus, 2020), beter bekend onder haar artiestennaam Chi Chi DeVayne, was een Amerikaans dragqueen en een reality-televisie persoonlijkheid die internationaal aandacht genoot door de deelname aan het achtste seizoen van RuPaul's Drag Race en het derde seizoen van RuPaul's Drag Race All Stars. Na haar tijd in deze shows was DeVayne te zien in een aantal webseries over dragqueens.
Davenport werd in 2018 gediagnosticeerd met sclerodermie, twee jaar later overleed zij aan de gevolgen longontsteking die ze had opgelopen bij een ziekenhuisopname voor sclerodermie-gerelateerd nierfalen.